# 1301-es mellékút (Magyarország)
Az 1301-es mellékút egy valamivel több, mint 9 kilométer hosszú, négy számjegyű mellékút Győr-Moson-Sopron vármegyében; a Szigetköz keleti felében kapcsol össze néhány települést egymással és a megyeszékhellyel.

## Nyomvonala
Győr Révfalu városrészének keleti részén ágazik ki a 14-es főútból, annak az 1+350-es kilométerszelvénye táján, északkelet felé. Kezdeti szakaszán Bácsai utca néven húzódik Pataháza városrész északi részében, majd körülbelül másfél kilométer után átlép Kisbácsa – egykor önálló község, 1960 óta szintén városrész – házai közé. A második kilométerét elhagyva egy rövidke szakasz erejéig keletnek fordul, majd egy körforgalomban csatlakozik ahhoz az úthoz, amely újabban létesült Pataháza belterületének keleti elkerülőjeként. Ezután visszatér az északkeleti irányhoz és a belterület délkeleti szélét kísérve folytatódik. 3,5 kilométer után – szinte észrevétlenül – átlép Nagybácsa területére, ahol az István király út nevet veszi fel. E városrész központja közelében, a 4+150-es kilométerszelvénye táján kiágazik belőle a Vámosszabadiba vezető 1302-es út, 4,5 kilométer után pedig kilép a lakott területről. 5,2 kilométer után egy körforgalmú csomópontban keresztezi a vármegyeszékhely északi elkerülését szolgáló 813-as főutat, s csak ezt követően – kevéssel a hatodik kilométere előtt – hagyja el teljesen Győr területét.
Kisbajcs határai között, és szinte azonnal lakott területen folytatódik, Győri út néven. E község központját elhagyva, nagyjából 6,5 kilométer után északnak fordul, s ugyanott kiágazik belőle kelet felé a Vénekre vezető 13 101-es számú mellékút. A falu északi részében az Arany János utca nevet viseli, majd nagyjából a 7. kilométere táján kilép a belterületről. 7,6 kilométer után szeli át a következő település, Nagybajcs határát, s ott ismét szinte egyből beépített területre ér. Petőfi Sándor utca néven halad a település központjáig, ahol – a 8+900-as kilométerszelvénye táján – beletorkollik a Vámosszabaditól idáig vezető 1303-as út. Utolsó szakaszán, Nagybajcs északi részén a Dunasor utca nevet viseli, így is ér véget a belterület szélén, a Duna árvízvédelmi töltése közelében.
Teljes hossza, az országos közutak térképes nyilvántartását szolgáló kira.kozut.hu adatbázisa szerint 9,295 kilométer.

## Települések az út mentén
- Győr
- Kisbajcs
- Nagybajcs